# Tertres amérindiens de Bottle Creek
Les Tertres amérindiens de Bottle Creek sont un site archéologique situé sur une île peu marécageuse dans le delta de Mobile-Tensaw, au nord de Mobile, dans l'Alabama aux États-Unis. Ces tertres, appartenant et étant surveillés par la commission historique de l’Alabama, était autrefois occupé par les peuples de la culture de Pensacola, une variante régionale de la culture mississippienne, et constitue le plus grand site de la culture du Mississippie sur la côte centrale du golfe. Ce site permet de comprendre l'histoire et la culture du delta de Mobile-Tensaw à la fin de la préhistoire et il a été inscrit au National Historic Landmark le 10 mars 1995, ce qui en fait l'un des deux sites de ce type en Alabama (aux côtés du site archéologique de Moundville).

## Historique
Le site a été occupé entre 1250 et 1550 et a servi de point de convergence pour les interactions avec les autres zones culturelles du Mississippie situées le long de la côte et à l'intérieur du sud-est des États-Unis. Il est situé sur l’île Mound, dans le delta de la rivière Mobile-Tensaw, au nord de l’actuel Mobile, et comprend 18 tertres, dont le plus haut mesure environ 14 mètres. Cinq de ces dix-huit monticules sont disposés autour de la place centrale. C’était la plus grande chefferie mississipienne sur la côte nord du golfe. Il est difficile de s'y rendre à pied, mais il est facilement accessible par des pirogues, le principal moyen de transport des peuples de la région. Il se trouve près du confluent des rivières Tombigbee et Alabama. Les ruisseaux deviennent un labyrinthe de branches et de bayous vers la baie de Mobile. Le site était un centre cérémoniel pour le peuple de Pensacola, ainsi qu'un centre social, politique, religieux et commercial pour la région du delta de Mobile et la côte centrale du golfe.
Le site de Bottle Creek a été cartographié pour la première fois dans les années 1880, mais son emplacement au milieu du delta, complètement entouré de marécages et caché par d’immenses cyprès, le rendait inaccessible. Cela l'a protégé de la plupart des pillages survenus sur des sites similaires dans le sud-est. C’était un centre cérémonial pour les habitants de Pensacola et servait de passerelle vers leur société en dépit de son emplacement apparemment éloigné. En 1932, David L. DeJarnette, du Musée d'histoire naturelle de l'Alabama, commença ses travaux pour déterminer si le site entretenait une relation culturelle avec le site archéologique de Moundville, reliée au nord par un réseau hydrographique.
Il a été inscrit sur le Registre national des lieux historiques en 1974.

## Accès aux tertres
En raison de leur emplacement éloigné, le site est uniquement accessible aux visiteurs par le biais de circuits à bord d'embarcations au départ de Stockton. Les visites ont lieu tous les jours et durent environ 4 heures en bateau et 6 à 8 heures en canoë ou en kayak. Ils consistent en un voyage à destination et en provenance de l'île Mound et à des discussions sur les peuples de la culture du Mississippia qui vivaient à Bottle Creek, y compris leur sport, leur nourriture, leur culture et une visite au sommet du plus grand tumulus.